# Low-Voltage Ride Through
Die Begriffe englisch Low-Voltage Ride Through (LVRT), englisch Under-Voltage Ride Through (UVRT) oder englisch Fault Ride Through (FRT) (dt.: Durchfahren von Unterspannung bzw. Durchfahren von Fehlzuständen) beschreiben in elektrischen Netzen eine Mindesttoleranz von elektrischen Erzeugungseinheiten (EZE) wie Generatoren gegenüber kurzzeitigen Spannungseinbrüchen. Eine EZE darf sich bei Spannungseinbrüchen nicht unmittelbar vom Netz trennen, sondern muss eine bestimmte Zeit weiterarbeiten. Kurzzeitige Spannungseinbrüche können zum Beispiel infolge von Netzfehlern wie z. B. bei Kurzschlüssen, Erdschlüssen oder Blitzeinschlägen auftreten. Durch die FRT-Fähigkeit von dezentralen Erzeugungsanlagen soll ein großflächiger Verlust von Erzeugungsleistung durch einen Dominoeffekt von vielen kleineren Erzeugungsanlagen bei Fehlern im Übertragungsnetz verhindert werden.

## Geschichte
In der Vergangenheit mussten sich kleinere dezentrale Erzeugungsanlagen (z. B. Windkraftanlagen, Photovoltaikanlagen, Kleinwasserkraftwerke, Blockheizkraftwerke etc.) auch bei kurzen Einbrüchen der Netzspannung unverzüglich vom Stromnetz trennen. Die Energieversorgung wurde dabei primär durch größere Kraftwerke unabhängig von kleineren dezentralen Erzeugungsanlagen gewährleistet.
Die starke Verbreitung und der gewachsene Anteil der kumulierten Leistung dezentraler Erzeugungsanlagen hat jedoch dazu geführt, dass es durch diese ursprünglich geforderte sofortige Trennung vom elektrischen Netz zu einer Destabilisierung des Netzbetriebs kommen kann. Sie kann zu einem großflächigen Stromausfall führen, wenn sich zu viel Erzeugerleistung gleichzeitig abschaltet und die Systembilanz von Erzeugung und Verbrauch nicht mehr rechtzeitig ausgeglichen werden kann. Diese Gefährdung durch weitreichende Spannungseinbrüche, die beispielsweise durch einen Kurzschluss im Übertragungsnetz ausgelöst werden, wurde z. B. im Jahre 2005 durch die dena-Netzstudie I thematisiert.
In Deutschland forderte daher die Mittelspannungsrichtlinie des Bundesverbandes der Energie- und Wasserwirtschaft (BDEW) ab 2009, dass dezentrale Erzeugungsanlagen (DEA) die Systemstabilität des elektrischen Netzes unterstützen, indem sie Spannungseinbrüche bis zu mehreren Sekunden Dauer „durchfahren“ können, um unmittelbar nach Behebung des Fehlerzustandes wieder normal einzuspeisen. Weiterhin wurde 2009 die Systemdienstleistungsverordnung erlassen, die für Bestandsanlagen einen finanziellen Anreiz gab, die FRT-Fähigkeit nachzurüsten.
In Österreich wird die statische und dynamische Netzstützung z. B. von den TOR D4, Pkt. 7.1.2, für das Mittelspannungsnetz gefordert.

## Technische Grundlagen
Für die elektrische Energieversorgung sind Netzstabilität und Versorgungssicherheit zwei sehr wichtige Aspekte der Versorgungsqualität. Aufgrund der nur eingeschränkten Möglichkeit, elektrische Energie zu speichern, ist es im Übertragungs- und Verteilnetz erforderlich, die Leistungsbilanz ausgeglichen zu halten. Parameter wie Netzfrequenz als globaler Indikator und Netzspannung als lokaler Indikator im Verteilnetz zeigen dabei einen Überschuss oder ein Defizit an elektrischer Leistung an. Durch den starken Ausbau der dezentralen Elektrizitätserzeugung aus erneuerbaren Energiequellen (z. B. Wind und Sonne) müssen diese wie Großkraftwerke (z. B. Kohlekraftwerke, Kernkraftwerke) zur Wahrung der Netzstabilität beitragen.
Bei einem Fehler im Übertragungsnetz kommt es unter anderem zu einem flächenhaften Spannungseinbruch, dem sog. Spannungstrichter. Dieser Spannungseinbruch kann in größeren Verbundnetzen und je nach Netztopologie eine Ausdehnung von mehreren hundert Kilometer annehmen. Damit in diesem Gebiet dezentrale Erzeugungsanlagen nicht alle fast gleichzeitig abschalten und somit plötzlich ein wesentlicher Anteil der Erzeugerleistung fehlt, müssen sie eine gewisse Mindestrobustheit gegenüber Spannungseinbrüchen aufweisen und nach Ende des Fehlerzustandes wie gewohnt Leistung ins Netz einspeisen.
Üblicherweise geht man im Bereich des vollautomatisch arbeiteten Netzschutzes wie beim Distanzschutz von einer maximalen Fehlerklärungsdauer von 150 ms aus. Nach der Fehlerklärung durch das automatische Abschalten des fehlerhaften Netzelements steigt der Effektivwert der elektrischen Spannung nicht sofort wieder zurück zum Nennwert. Dieser Einschwingvorgang kann aufgrund induktiver Effekte bis zu einigen Sekunden dauern. Daher müssen EZE nicht nur einen Fehler von bis 150 ms Länge, sondern auch eine längeren Spannungseinbruch – dann aber mit reduzierter Niveau – überstehen. Die FRT-Anforderungen, die oft als Zeit-Spannungs-Kurven dargestellt werden, variieren je nach Spannungsebene und Netzbetreiber.
Zusätzlich gibt es die Forderung an dezentralen Erzeugungsanlagen auf Umrichterbasis, einen induktiven oder kapazitiven Blindstrom einspeisen zu können. Rotierende Synchronmaschinen wie in Großkraftwerken reagieren durch die magnetischen Felder in Rotor und Stator auf einen Spannungseinbruch automatisch mit einem stützendem, subtransienten Ausgleichstrom. Netzbetreiber können die schnelle Blindstromregelung in der Umrichtersteuerung aktivieren, damit auch leistungselektronische DEA einen Beitrag zur Auslösung der Netzschutzeinrichtungen mit bereitstellen und auch den Spannungseinbruch abmildern.

## Normen
Beispiele der zugrundeliegenden Normen sind:
- IEC TS 62786:2017 Distributed energy resources connection with the grid[7]
- IEC 61400-21
- IEC 61000-4-11 (EMV)
- IEC 61000-4-34

## Nachweisführung
Mit dem sogenannten Under-Voltage Ride Through Test (UVRT-T) wird das Verhalten von Erzeugungseinheiten bei Spannungseinbrüchen theoretisch und praktisch im Versuchsaufbau im Hochspannungsprüffeld untersucht und dokumentiert. Hierbei wird ein Spannungseinbruch (englisch voltage dip) an den Klemmen der zu untersuchenden Einheit simuliert, wobei die EZE nach diesem Spannungseinbruch ohne abzuschalten mit der Vorfehlerleistung weiter einspeisen muss. Zur Simulation des Netzfehlers wird entweder ein Netzsimulator verwendet – Scheinleistungen bis zu einige wenige 100 kVA sind üblich – oder bei größeren Anlagen wie z. B. Windenergieanlagen wird ein sog. FRT-Container benutzt, der einen induktiven Spannungsteiler beinhaltet. Neben den Hauptaggregat wie Synchronmaschine oder Umrichter müssen auch die Nebenaggregate (Lüfter, Kühlung, Steuerung, Schutzsystem etc.) den Spannungseinbrauch schadlos überstehen.
Bei Geräten und EZE wird in der Regel ein Typtest durchgeführt. Erzeugungsanlagen, die den Test bestehen, können zertifiziert werden. Netzbetreiber können eine Zertifizierung der Gesamtanlage aus mehreren EZE verlangen, bevor die Erzeugungsanlage angeschlossen wird.

## Zertifizierung
Mit der Zertifizierung der Erzeugungsanlage im Gesamten oder von Einzelgeräten wird die Fähigkeit zur dynamischen Netzstützung und die Konformität mit sämtlichen Anforderungen der technischen Anschlussbedingungen bestätigt. Sowohl bei der Einheitenzertifizierung als auch bei der Anlagenzertifizierung wird ein Simulationsmodell erstellt und berechnet, mit dem sich das Verhalten der Erzeugungsanlage bzw. des Gerätes (z. B. eines Wechselrichters) im Fehlerfall nachstellen lässt. Das Zertifikat wird durch akkreditierte Zertifizierungsstellen erteilt, die die Testergebnisse der Prüfinstitute mit den Anforderungen der Netzanschlussbedingungen abgleichen.